# (114689) Tomstevens
(114689) Tomstevens est un astéroïde de la ceinture principale.

## Description
(114689) Tomstevens est un astéroïde de la ceinture principale. Il fut découvert le 28 mars 2003 à Needville par Joseph A. Dellinger. Il présente une orbite caractérisée par un demi-grand axe de 2,76 UA, une excentricité de 0,11 et une inclinaison de 2,2° par rapport à l'écliptique.

## Compléments